# Basyūn
Basyūn är en ort i Egypten. Den ligger i guvernementet al-Gharbiyya, i den norra delen av landet, 110 km norr om huvudstaden Kairo. Basyūn ligger 12 meter över havet och folkmängden uppgår till cirka 65 000 invånare.

## Geografi
Terrängen runt Basyūn är mycket platt. Runt Basyūn är det mycket tätbefolkat, med 2 103 invånare per kvadratkilometer. Närmaste större samhälle är Kafr az Zayyāt, cirka 13 km söder om Basyūn. Trakten runt Basyūn består till största delen av jordbruksmark.